# Spring City, Pennsylvania
Spring City là một thị trấn thuộc quận Chester, tiểu bang Pennsylvania, Hoa Kỳ. Năm 2010, dân số của thị trấn này là 3323 người.